# Damasippus spatulatus
Damasippus spatulatus är en insektsart som beskrevs av Salvador de Toledo Piza Júnior 1937. Damasippus spatulatus ingår i släktet Damasippus och familjen Prisopodidae. Inga underarter finns listade i Catalogue of Life.